# Rock with Sedaka
Rock with Sedaka, album av Neil Sedaka, utgivet 1959 på skivbolaget RCA och det är producerat av Al Nevins. 
När albumet återutgavs på CD 1995 fanns albumet Circulate från 1961 på samma skiva.

## Låtlista
Singelplacering i Billboard inom parentes. Listplacering i England=UK
1. You're Knockin' Me Out (Neil Sedaka/Howard Greenfield)
2. The Diary (Neil Sedaka/Howard Greenfield) (#14)
3. I Ain't Hurtin' No More (Neil Sedaka/Howard Greenfield)
4. Stupid Cupid (Neil Sedaka/Howard Greenfield)
5. All I Need Is You (Neil Sedaka/Howard Greenfield)
6. I Waited Too Long (Neil Sedaka/Howard Greenfield)
7. Fallin' (Neil Sedaka/Howard Greenfield)
8. Another Sleepless Night (Neil Sedaka/Howard Greenfield)
9. I Go Ape (Neil Sedaka/Howard Greenfield) (#42, UK #9)
10. Moon of Gold (Neil Sedaka/Howard Greenfield)
11. I Belong to You (Neil Sedaka/Howard Greenfield)
12. As Long As I Live (Neil Sedaka/Howard Greenfield)